# Oligota currax
Oligota currax är en skalbaggsart som beskrevs av Sharp 1908. Oligota currax ingår i släktet Oligota och familjen kortvingar. Inga underarter finns listade i Catalogue of Life.